# وین ال. مورس
وین لایمن مورس (به انگلیسی: Wayne Lyman Morse) سناتور سابق عضو حزب جمهوری‌خواه ایالات متحده آمریکا بود. وی در سال ۱۹۴۵ تا ۱۹۵۲ و ۱۹۵۲ تا ۱۹۵۵ و ۱۹۵۵ تا ۱۹۶۹ میلادی سناتور ایالت اورگن در سنای ایالات متحده آمریکا بود.